# Oleg Efremov
Oleg Efremov (n. 1 octombrie 1927, Moscova, RSFS Rusă, URSS – d. 24 mai 2000, Moscova, Rusia, numele original: în rusă Оле́г Никола́евич Ефре́мов, transliterat: Oleg Nikolaevici Efremov) a fost un regizor de teatru, actor, pedagog și om de teatru sovietic și rus, artist al poporului din URSS (1976), Erou al Muncii Socialiste (1987), laureat a trei premii de Stat ale URSS (1969, 1974, 1983) și a două premii de Stat ale Federației Ruse (1997, 2003); unul dintre creatorii și prim-secretar al comitetului de conducere al Uniunii teatrale din URSS; membru al Uniunii cineaștilor din URSS. Membru PCUS din anul 1955.
Oleg Efremov este fondatorul teatrului "Sovremennik" (Contemporanul), în 1956-1970 a fost director artistic al teatrului; din 1970 a condus Teatrul Gorki, iar după divizare titlului în 1987 — Teatrul Cehov.
Unul dintre cei mai mari regizori de teatru din vremea sa, Efremov a rămas întotdeauna și actor; pe o scenă de teatru a creat imagini memorabile contemporanilor în piesele lui Victor Rozov, Alexandr Volodin și Alexandru Ghelman; printre cele mai bune roluri din perioada MHAT sunt Astrov (A.P. Cehov) și Molière în «Кабале святош» de Mihail Bulgakov; telespectatorilor le este cunoscut în primul rând drept colonelul Guleaev («Батальоны просят огня»), taximetristul Sașa («Три тополя на Плющихе»), Maxim Podberiozov «Берегись автомобиля»), Aibolit ("Айболит-66").
Timp de o jumătate de secol, din 1949, Oleg Efremov a predat măiestria actorului la Școala-studio a Teatrului de Artă din Moscova, a fost profesor și șef al catedrei de măiestrie actoricească.

## Biografie
Oleg Efremov s-a născut la Moscova, în familia lui Nikolai Ivanovici și a Anei Dmitrievna Efremov. A crescut într-un apartament comunal mare, pe Arbat, despre care în anii de maturitate, potrivit mărturiilor lui A. Smelianski, putea povesti ore în șir, "ca și cum ar fi vorba despre Satul Regal". Tatăl său a fost contabil în sistemul de gulaguri, și o parte din adolescența sa, viitorul actor a petrecut-o în lagărele din Vorkuta, unde a cunoscut îndeaproape lumea criminală.

## Filmografie selectivă
- 1966 Feriți-vă automobilul! (Берегись автомобиля), regia Eldar Reazanov

## Literatură

### De Efremov
- Ефремов О. Н. Все непросто.... — М.: Артист. Режиссер. Театр, 1992. — 320 с. — ISBN 5-87334-067-6.
- Ефремов О. Н. О театре и о себе / Сост. А. Смелянский. — М.: МХТ, 1997.
- Ефремов О. Н. Настоящий строитель театра / Л. Богова. — М.: Зебра Е, 2011. — 480 с. — ISBN 978-5-94663-981-1.

### Despre Efremov
- Олег Ефремов. Альбом воспоминаний / Составитель Л. Богова. — М.: Театралис, 2007. — 240 с. — ISBN 978-5-902492-06-1.
- Олег Ефремов. Пространство для одинокого человека / Составитель И. Корчевникова. — М.: Эксмо, 2007. — 816 с. — ISBN 978-5-699-23915-3.
- Смелянский А. М. Олег Ефремов: театральный портрет. — М.: Союз театральных деятелей РСФСР, 1987. — 227 с.
- Смелянский А. М. Предлагаемые обстоятельства. Из жизни русского театра второй половины XX века. — М.: Артист. Режиссер. Театр, 1999. — 351 с. — ISBN 5-87334-038-2.
- Соловьёва И. Н. Ветви и корни. — М.: Московский Художественный театр, 1998. — 159 с.
- Строева М. Н. Советский театр и традиции русской режиссуры: Современные режиссерские искания. 1955—1970. — М.: ВНИИ искусствознания. Сектор театра, 1986. — 323 с.
- Таршис Н. А. Актёры ефремовского «Современника» // Русское актёрское искусство XX века. Вып. II и III. — СПб, 2002. — С.      9—29.
- Беньяш Р. М. Олег Ефремов // Портреты режиссёров. Выпуск 1. — М.: «Искусство», 1972.
- Чеботаревская Т. Олег Ефремов // Актёры советского кино. Выпуск 5. — М.: «Искусство», 1969.
- Богданова П. Режиссёры-шестидесятники. — М.: Новое литературное обозрение, 2010. — С. 7—22, 51—78. — 176 с. — ISBN 978-5-86793-799-7.
- Розов В. С. Лидер [: Олег Ефремов] // Мой любимый актёр: Писатели, режиссёры, публицисты об актёрах кино [: сб.] / Сост. Л. И. Касьянова. — М.: Искусство, 1988. — С.      301—316.

## Filme despre Efremov
- «Олег Ефремов. Чтобы был театр» (1987), документальный фильм М. Е. Голдовской о разделе МХАТа
- «Неизвестный Олег Ефремов» (2007), фильм В. Павлова
- «Вечный Олег» (2007), фильм Л. Парфёнова
- «Мхатчики. Театр времён Олега Ефремова» (2012), авторская программа А. Смелянского
- «Легенды мирового кино.[nefuncțională]
 Олег Ефремов[nefuncțională]
»

## Onoruri
- Erou al Muncii Socialiste